# Richard Yarsuvat
Richard "Ricky" Yarsuvat, född 24 maj 1992, är en svensk fotbollsspelare som spelar som anfallare för Norrby IF. Han har även spelat för Borås AIK i Svenska Futsalligan.

## Karriär
Yarsuvat var våren 2012 utlånad till IFK Värnamo och under hösten anslöt han till Örgryte IS på korttidskontrakt säsongen ut. När detta korttidskontrakt löpte ut valde Örgryte IS att skriva ett kontrakt, vilket gör att Richard Yarsuvat stannar i ÖIS även över säsongen 2013.
I december 2013 skrev han på för Norrby IF. 2015 skrev även hans tvillingbror Robin Yarsuvat på för Norrby IF
Yarsuvat skrev på för Syrianska FC inför säsongen 2016, och spelade med laget i Svenska cupen, innan han bröt sitt kontrakt och flyttade tillbaka till Norrby.
Den 13 december 2016 blev det klart att Yarsuvat skrivit på för Dalkurd FF inför säsongen 2017. I februari 2018 återvände Yarsuvat till Norrby IF, där han skrev på ett tvåårskontrakt.
I januari 2020 värvades Yarsuvat av GAIS, där han skrev på ett tvåårskontrakt. I juni 2022 gick Yarsuvat till division 3-klubben Dalstorps IF. I augusti 2024 återvände han till Norrby IF.